# Tetovo (distrikt)
Tetovo (bulgariska: Тетово) är ett distrikt i Bulgarien.   Det ligger i kommunen Obsjtina Ruse och regionen Ruse, i den nordöstra delen av landet, 270 km nordost om huvudstaden Sofia.
Trakten runt Tetovo består till största delen av jordbruksmark. Runt Tetovo är det ganska glesbefolkat, med 35 invånare per kvadratkilometer.